# Crotalaria torrei
Crotalaria torrei là một loài thực vật có hoa trong họ Đậu. Loài này được Polhill miêu tả khoa học đầu tiên.